# Brainstorm (banda de Letonia)
Brainstorm (en letón: Prāta Vētra) es una de las bandas del rock y pop rock letonas más importantes de Europa del Este. Tras su paso por el Festival de Eurovisión, editaron varios álbumes también en Europa Occidental. 

## Carrera
La banda se formó en el año 1989 en Jelgava por cuatro compañeros de clase, Renārs Kaupers (voz), Jānis Jubalts (guitarra), Gundars Mauševics (bajo) y Kaspars Roga (batería). Māris Mihelsons se unió más tarde a la banda.
Jo tu nāc fue el primer sencillo de la banda, editado en 1992. El éxito de la canción les permitió grabar su primer álbum de estudio en 1993, "Vairāk nekā skaļi". La canción más popular de dicho álbum fue "Ziema" (Invierno).
En 1995 comenzaron a actuar en el Reino Unido y Alemania.
Su segundo trabajo fue "Veronika", que volvió a ser un éxito de ventas en su país y alrededores. Les siguió en 1997 "Viss ir tieši tā kā tu vēlies", con el que se consagraron como la banda pop más importante del país. Comenzaron a editar algunos de sus singles en inglés, con lo que se promocionaron en Alemania y Suecia. En 1999 sale a la venta "Starp divām saulēm", su cuarto álbum de estudio.
En 2000 ganaron el Eirodziesma y de esta forma consiguieron el pase para representar a Letonia en el Festival de la Canción de Eurovisión Estocolmo'00, siendo este el debut del país báltico en el festival. Con la canción My star consiguieron un rotundo éxito de ventas y finalizaron terceros en dicho festival con 123 puntos, lo que les ayudó a promocionarse en toda Europa. Fue el momento perfecto para editar "Izlase '89-'99" (Lo Mejor de Brainstorm '89-'99), que incluye además de las canciones más populares de la banda, también canciones inéditas.

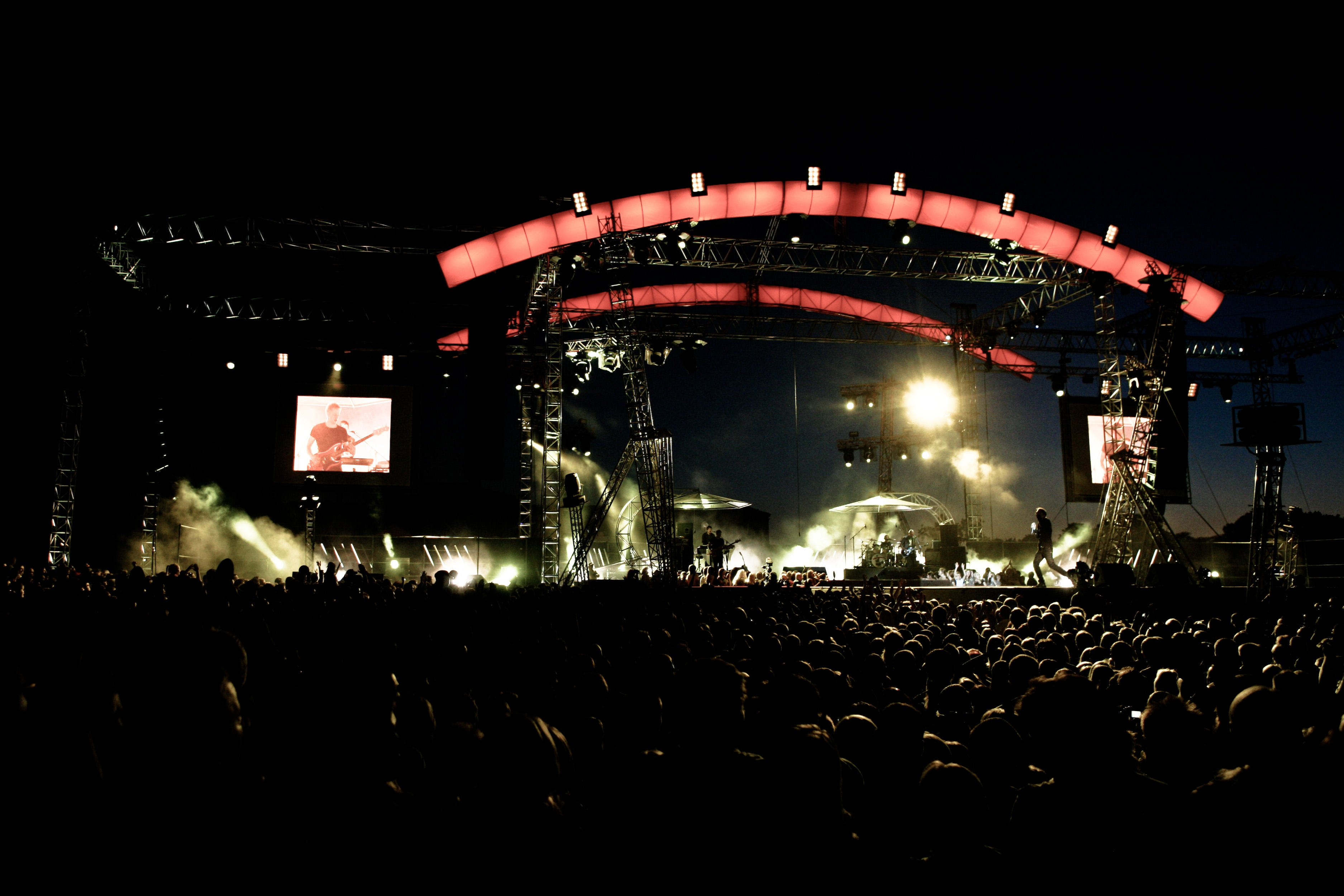
Brainstorm en un concierto en 2008

En 2001 y 2003 editaron dos nuevos discos, "Online" y " A Day Before Tomorrow" (ambos fueron grabados tanto en inglés como en letón) que tuvieron mucho éxito en Alemania y Dinamarca.
En 2003 el solista de la banda, Renārs Kaupers presentó el Festival de la Canción de Eurovisión 2003 que se celebró en Riga, capital de Letonia. Él también presentó el 50 Aniversario del concurso en 2005, Congratulations.
En 2004, grabaron junto a la reconocida banda rusa Bi-2 la canción "Skol'zkie Ulitsy" (Calles Resbalosas) que fue incluida en el álbum de Bi-2 llamado Inomarki, puesto a la venta el día 2 de marzo. La canción alcanzó el primer lugar tanto en Letonia como en Ucrania y Rusia.
En ese mismo año, entre los días 22 y 23 de mayo, Gundars Mauševics, bajista y uno de los fundadores de la banda, falleció trágicamente en un accidente de tránsito, mientras se desplazaba entre Riga y Jelgava. A pesar de la depresión que ocasionó esta pérdida, los demás miembros continuaron trabajando.
En 2005 editaron Četri krasti que consiguió de nuevo un éxito de ventas, sobre todo en Rusia.
Ese mismo año, durante su gira por Letonia, llegan a actuar en Riga (Mežaparks) ante 40.000 personas en un solo concierto, lo que constituye un récord de asistencia en la historia del país letón.
En 2006 editaron su último álbum en inglés, llamado "Four Shores", el cual fue promocionado en Europa, con énfasis en Europa del Este.
Ese mismo año ganaron el premio de los MTV Europe Music Awards a Mejor Artista Báltico.
Finalmente, en 2008 editan su último álbum en letón, "Tur kaut kam ir jābūt", y se embarcan en una corta gira en Letonia desde el 24 de julio hasta el 9 de agosto.

## Discografía
- Vairāk nekā skaļi (1993)
- Vietu nav (1994)
- Veronika (1996)

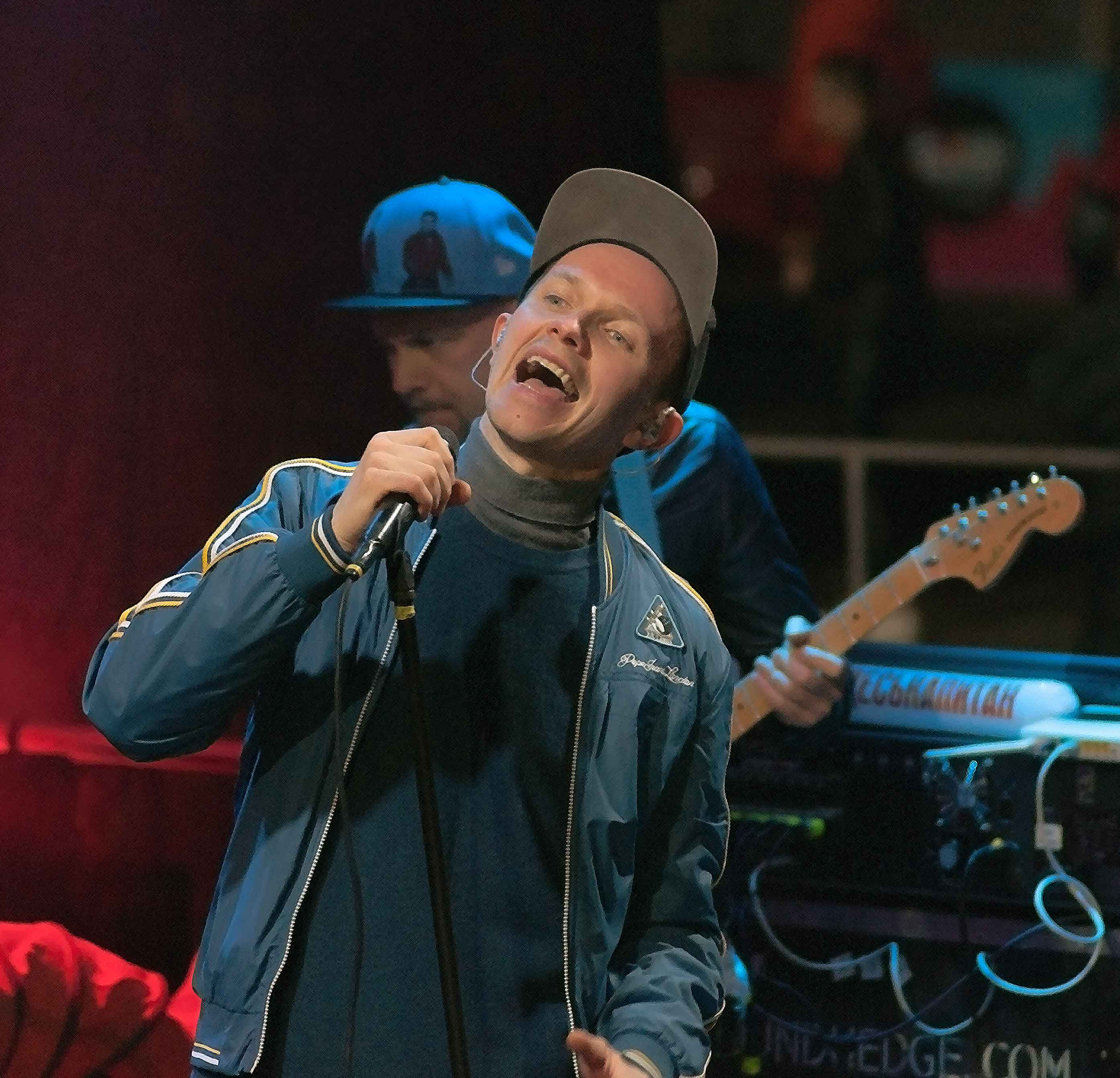
Renārs Kaupers, vocalista de Brainstorm

- Viss ir tieši tā kā tu vēlies (1997)
- Starp divām saulēm (1999)
- Among The Suns (2000)
- Izlase '89-'99 (2000)
- Kaķēns, kurš atteicās no jūrasskolas (2001)
- Online (2001)
- Dienās, kad lidlauks pārāk tāls (2003)
- A Day Before Tomorrow (2003)
- Veronika (2004)
- Četri krasti (2005)
- Four Shores (2006)
- Fire Monkey (2008)
- Vēl viena klusā daba (2012)
- 7 soļi svaiga gaisa(2015)
- Par to zēnu, kas sit skārda bungas (2018)